# ジョヴァンニ・ボッテジーニ
ジョヴァンニ・ボッテジーニ（Giovanni Bottesini, 1821年12月22日 - 1889年7月7日）は、イタリアの作曲家、指揮者、コントラバス奏者、作曲家、指揮者。その卓越した技巧から「コントラバスのパガニーニ」の異名をとった。

## 生涯
ロンバルディア州クレーマに生まれる。父親は卓越したクラリネット奏者であり、また作曲家でもあったという。その父から音楽の基礎を学び、11歳までには合唱団で歌い、ティンパニを地元ソチアーレ歌劇場の一員として演奏し、そしてヴァイオリンを公開で演奏するまでになった。特にヴァイオリンの腕は卓越しており、以下に述べる出来事がなければ彼はその道を進むことになっただろう。
父は息子ジョヴァンニに高等音楽教育を与えるべく、ミラノ音楽院へ進ませることを考えたが、家計は裕福でなかったので、それには奨学金を得ることが必要だった。奨学金枠の空いていた楽器は2つ、コントラバスとファゴットのみだったので、ジョヴァンニはそのどちらかを選択しなければならなくなった。結局彼はコントラバスを選び、わずか数週間の勉強の後、オーディションにより入学を許可された。音楽院ではルイージ・ロッシに師事し、1年後には彼は優等卒業賞金300フランを得て卒業した。この賞金でボッテジーニはカルロ・ジュゼッペ・テストーレの名器を購入、「コントラバスのパガニーニ」のキャリアが開始された。
ミラノを発ったボッテジーニはヴェネツィアのサン・ベネデット劇場の首席コントラバス奏者を短期間務め、同地でヴェルディの知遇も得ている。その後ソロ活動に転じ、最初にアメリカ大陸で成功した。彼はハバナの歌劇場での首席奏者となり、また同地で彼の処女オペラ『クリストフォロ・コロンボ(Cristoforo Colombo )』の初演がなされた（1847年）。その後ニューオーリンズ、ニューヨーク、ロンドン、ウィーン、サンクトペテルブルクなど各地で演奏活動を行い、この大楽器を巧みに操る腕前は評判となった。
1850年代からはオペラ指揮者としても活躍した。パリのイタリア語オペラ原語上演劇場であったイタリア座(Théâtre des Italiens)の音楽監督を1855年-57年にかけて務め、同劇場で彼の第2作にあたるオペラ『フィレンツェの包囲(L'Assedio di Firenze )』を1856年に初演している。オペラ指揮を行う際も彼は自らのコントラバスを持参、しばしば幕間に当夜のオペラを編曲した幻想曲(fantasia)を演奏して人々を愉しませた。彼の『ランメルモールのルチア』（ドニゼッティ）、『清教徒』、『テンダのベアトリーチェ』（ともにベッリーニ）よりの幻想曲はコントラバスの超絶技巧曲として今日でも愛好されている。
彼はその後も数多くのコントラバスのための器楽曲、および数本のオペラを作曲した。コントラバス曲は今日でも同楽器のリサイタル等で演奏されることが多いが、オペラは台本に恵まれなかったこともあり、レパートリー作品には一つも残らなかった。
またボッテジーニはヴェルディの名作『アイーダ』の世界初演（於カイロ、1871年12月24日）における指揮をとっているが、残されたヴェルディの書簡からすると、これはヴェルディがボッテジーニを高く買っていた、というより、彼自身炎熱の地カイロで自らタクトを振るうことに消極的であり、かつ彼が適任と考えていた名指揮者アンジェロ・マリアーニが病気のための次善の策だったようである。それでもヴェルディはボッテジーニを総合的な音楽家としては有能と考えていたようで、そのヴェルディの公式推薦もあって、ボッテジーニは1889年1月、パルマの音楽院長に就任した。同年7月同地で死去。

## 「コントラバスのパガニーニ」
ボッテジーニの超絶技巧はその現役時代高い評価を得、彼は「コントラバスのパガニーニ」の異名をほしいままとした。18世紀から19世紀にかけて同楽器で活躍したやはりイタリア出身のドメニコ・ドラゴネッティとともに、ボッテジーニはコントラバスという楽器が多様な音色をもった立派な独奏楽器たり得ることを示した功労者といえる。ボッテジーニはまた、チェロと同様のフランス式運弓法をコントラバスに初めて適用したことによっても有名である。

## 独奏コントラバスのための代表的な作品
- アダージョ メランコニコ アパッショナート
- アレグレット カプリチオ "ショパン風に"
- アレグロ ディ コンチェルト "メンデルスゾーン風に" (別名"グランド アレグロ")
- カプリチオ ディ ブラヴーラ
- コントラバス協奏曲第1番 嬰ヘ短調
- コントラバス協奏曲第2番 ロ短調
- コンチェルト ディ ブラヴーラ (出版社によっては協奏曲第3番ともいう)
- グランド デュオ コンチェルタンテ
- エレジー第1番 ニ長調
- ベッリーニ作『テンダのベアトリーチェ』より幻想曲
- 『チェリート』より幻想曲
- ベッリーニ作『夢遊病の女』より幻想曲
- ベッリーニ作『ノルマ』より幻想曲
- 二つのコントラバスのためのグランド デュオ パッショーネ アモローザ
- タランテラ イ短調
- パイジエッロ作『もはや私の心には感じない』より幻想曲